# Callosciurus adamsi
Callosciurus adamsi är en däggdjursart som först beskrevs av Cecil Boden Kloss 1921. Den ingår i släktet praktekorrar och familjen ekorrar. Inga underarter finns listade.

## Beskrivning
Arten påminner om den nära släktingen bananekorre, men den skiljs från denna framför allt på att ovansidans olivgrå färg bryts av en orangegul fläck bakom varje öra. Undersidan är gråaktigt röd (varje hår är grå med en röd spets) med en vit sidostrimma och en mörk strimma ovanför den vita. Genomsnittslängden för honorna är 17 cm, exklusive den knappt 15 cm långa svansen, och en medelvikt på 150 g. Motsvarande värden för hanarna är knappt 16 cm (kroppslängd) och knappt 16 cm (svans).

## Utbredning
Denna praktekorre förekommer på nordvästra Borneo i de malaysiska delstaterna Sabah och Sarawak samt i Brunei.

## Ekologi
Arten förekommer framför allt i låglänta områden och i kuperade regioner nära havet, men kan i högländerna i Sarawak gå upp till 900 meters höjd. Habitatet utgörs av skogar som kännetecknas av dipterokarpträd (Dipterocarpaceae) där arten lever i mindre träd.

## Status
IUCN kategoriserar arten globalt som sårbar ("VU"), och populationen minskar. Främsta orsakerna är habitatförlust på grund av skogsavverkning och uppodling.